# Reklámarc

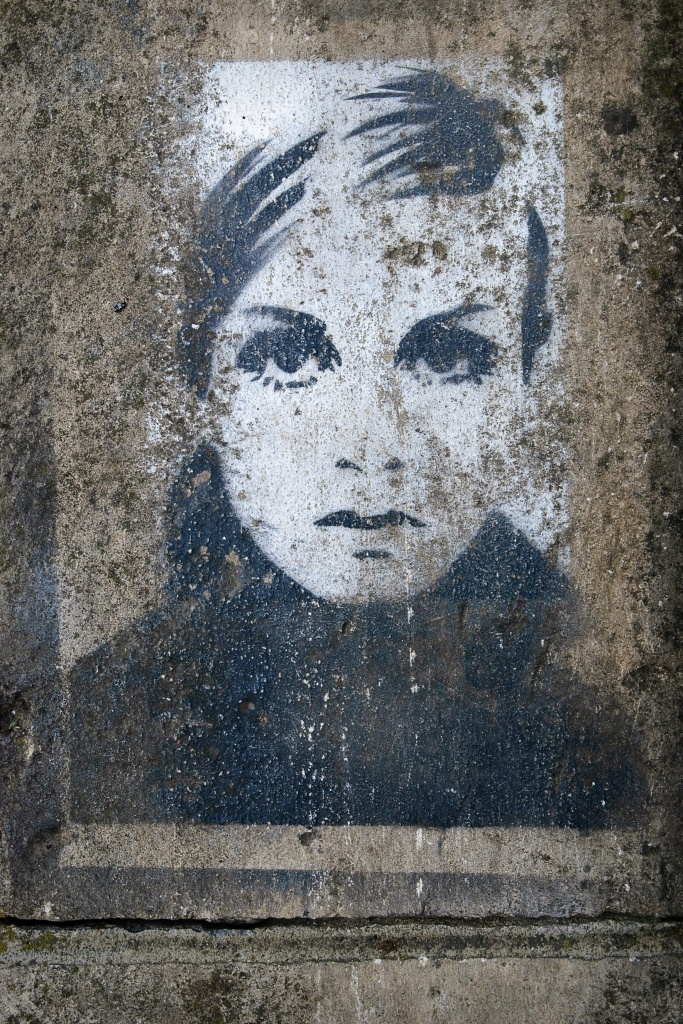
Twiggy angol manöken portréja egy graffitin

A reklámarc olyan személy, akinek arca, alakja, hangja és egyéb személyiségjegyei adott cég termékét vagy szolgáltatását népszerűsíti. A reklámarc feladata a hostess feladatköréhez hasonló, aki rendezvényeken, termékbemutatókon, szakmai kiállításokon és más eseményeken, illetve reklámokban divat– és egyéb termékeket, árukat mutat be, ismertet, az érdeklődőket tájékoztatja és igyekszik növelni a vásárlási kedvet.

## Története
Festmények, grafikák, fotók, filmek, szlogenek, dallamok a reklám eszközei – tehát olyan szerzői alkotások, amelyek – gyakran jól csengő nevek és ismert arcok felhasználásával – képesek manipulatív hatást kifejteni.
Egy szép napon a történészek és a régészek rájönnek majd, hogy reklámjaink tükrözik a leghívebben a társadalmi folyamatokat.
Reklámarcként híres sportolók, műsorvezetők, színészek, zenészek igyekeznek meggyőzni az embereket, hogy a termék, vagy szolgáltatás méltó a figyelmükre. Azonban akár kevésbé ismert személyek összekapcsolása a reklámmal erőteljesebb hatást tud kifejteni a termék tudatosításában.
A megfizethetetlennek tartott hírességek felvonultatása pedig már új reklámozási stílust képvisel – az „Ad Force” típusú reklámok tekintélyre próbálnak szert tenni a nagy csillagok (pl. David Beckham, Brad Pitt, Claudia Schiffer) szerepeltetésével.
Egyes beszámolók szerint a reklámarc fogalom megjelenése az 1960-as évek első divatikonjának, Twiggynek köszönhető. Ebben az időben lett Twiggy reklámarc: a Toyota, a diétás Coca-Cola és a Yardley is szerződtette.
A nevezetességekkel való reklámozás jelenségének kiteljesedése az 1970-es évekre évekre tehető.
1966-ban óriásplakáton népszerűsítette a Camea termékeket Szalma Piroska, megelőzve ezzel a Fabulon óriásplakátot.
Pataki Ági reklámarc volt az 1970-es évektől, húsz éven át. Bakos Ilona manökent váltotta, aki 1972-ben népszerűsítette a Fabulon kozmetikai márkát. A Fabulon Áginak is nevezett modell többek között egy budapesti Kálvin téri tűzfalról tekintett az arra haladókra egy nagy méretű reklámmozaikról, a kép a Iparművészeti Főiskolán tanuló Németh Andrea vizsgafotója volt. Sütő Enikő a Fabulon reklámarca (háta) volt, a plakát fotóját Fenyő János fotóművész készítette 1974-ben. A Fabulon barna reklámhölgye Apostol Éva manöken volt. A Fabulissimo arca Szőnyi Kinga manöken volt az 1986. évtől.
Pataki Ági 2019-ben, 67 évesen a Helia-D új Cell Concept ránctalanító termékcsaládjának arca lett.
Az 1990-es évek elején Claudia Schiffer szupermodell az első, aki a Vanity fair borítóján megjelent. Húsz évesen már a Guess majd a Revlon reklámarca és Karl Lagerfeld kedvenc modellje lett.
Ezt követte Naomi Campbell, aki 2000-ben saját illatának reklámarca volt. Előzőleg szintén saját parfümjét reklámozta, majd több más márka arca volt, köztük a Cat Deluxe, az Exult, vagy éppen a Winter Kiss márkanéven.
A 2012-es londoni olimpia előtt a Procter and Gamble reklámarca az Egyesült Államokban Ryan Lochte úszó, Angliában az olimpiai és világbajnok hétpróbázó Jessica Ennis. Majd 2016-ban a Procter and Gamble reklámarca Hosszú Katinka és édesanyja, Bakos Barbara.
2017-ben George Clooney a Nespresso kávé reklámarca, aki korábban, John Malkovich-csal a Nespresso kávé reklámkampányban már volt reklámarc.

## Reklámarcok Magyarországon
Magyarországon az 1970-es években Komjáthy Ági – Skála Budapest Nagyáruház, Takács Éva – S-modell (a Skála-Coop 1980-ban alakult leányvállalata), Szedres Mariann és Hugai István – a Centrum Áruházak, Liener Márta pedig a SUGÁR Üzletközpont reklámarca volt. A Fehérvár Áruház reklámarca András Judit manöken lett az 1978. évtől, Őt követte Ferenczi Zsuzsa (korábban Hüll Zsuzsa) 1979-85 között.
Komjáthy Ági hét évig volt reklámarc. Pászti Lilla, 1984-től volt a Skála Metró reklámarca. Kruppa Judit tíz éven át volt a Skála reklámarca. Hajós Judit a hetvenes évek végén már az Ez a Divat címlapján szerepelt, de Skála-lányként is ismerték. Halász Klári a nyolcvanas években volt Skála-lány, azaz reklámarc.
A Csemege üzletek reklámarca Csengery Szilvia és Bálint Ági volt.
Több plakát és egy videó, amelyből 1981-ben falinaptár is készült, népszerűsítette a Sztárt és az üdítőcsaládot:
- Szedres Mariann manöken – 1980-as reklámfilm és falinaptár,
- Czebe László férfimanöken – az 1981-es videóklipben Szedres Mariannal együtt szerepel,
- Kristyán Judit – (1982) naptár, plakát,
- Barna Ilona – (1984) (1985) naptár, plakát,
- Sütő Enikő – naptár.

A Traubisoda reklámarca Pintér Mária volt az 1970-es években, plakáttal és naptárral népszerűsítette az üdítőt.
Komjáthy Ági és Apostol Éva az 1978-as években, Rák Kati pedig 1980-ban volt a Pepsi-Cola reklámarca, plakáton és tálcán népszerűsítette az üdítőt. 
Koncz Katalin négy évig volt a szegedi Florin – később Univerzál – vegyipari szövetkezetnél volt különböző kozmetikai termék – például Lanozan dezodor, Vella hajfesték – arca.
Nagy Barna Gábor már a hatvanas években az Utasellátó arca volt. Tábori Iván manöken a magyar Playboy reklámarca volt a hetvenes években. Vinkovich László férfimanöken 1972-től az Állami Biztosító reklámarca volt. Moczó Dénes pedig a Westel Rádiótelefon Zrt. arca volt, Őt Szablya Ákos férfimanöken követte egy kampány keretében. 
Balassa Gábort a Griff Gentlemen’s reklámarcaként azonosították a nyolcvanas években. Kocsis Mihály, aki kaszkadőr és színész volt, a Trapper farmer reklámarca volt, Trapper Misi-ként is ismert.
Bolla Ági a CAOLA kozmetikai termékek kizárólagos modellje, reklámarca volt. Szalma Piroska, a 60-70-es években volt a CAMEA modellje, arca.
Liebhaber Judit a Seiko világméretű kampányának volt az arca. Marjai Judit lett László Ernő Kék Gyémánt Szemkörnyékápoló Szérumának reklámarca 2011-ben.
Holzhauser Steffi (német származású), a Helia-D arca volt több évig.

## A reklámarc mint foglalkozás
A reklámarc FEOR-megnevezése a "Hostess, reklámarc, divatmodell".-(FEOR 5122-02)

### Munkaköri feladatai
- a feladatról egyeztet a megrendelővel, megbízóval, manökenként válogatásokra (castingokra) jár
- tájékozódik a munkaterületről (pl. árubemutató esetében a bemutató helyszínéről)
- átveszi, átnézi a termék-, illetve divatbemutatón használatos eszközöket, ruhadarabokat
- árubemutatókon közreműködik a standok elkészítésében, berendezésében, a tájékoztató feliratok kihelyezésében
- előkészíti, kínálja a reklámozandó terméket, árut (pl. élelmiszerkóstolásnál)
- fogadja az érdeklődőket, vendégeket
- ismerteti, bemutatja az eladásra kínált áruk, termékek jellemzőit és használatát
- igyekszik felkelteni a vásárlók érdeklődését
- árubemutatók után a megmaradt termékeket összecsomagolja
- ruházati termékeket mutat be az érdeklődőknek, kereskedőknek és leendő vásárlóknak egyaránt
- árumintákat ad át, katalógusokat és reklámanyagokat oszt ki az érdeklődőknek
- tájékoztatást, információt nyújt a vásárlási lehetőségekről, a termék fő jellemzőiről
- reklámokban modellként szerepel